# Oria insularis
Oria insularis är en fjärilsart som beskrevs av Herrich-Schäffer 1898. Oria insularis ingår i släktet Oria och familjen nattflyn. Inga underarter finns listade i Catalogue of Life.